# Monolepta minor
Monolepta minor es una especie de insecto coleóptero de la familia Chrysomelidae.
Fue descrita científicamente en 1938 por Chujo.